# Grigore Antipa
Grigore Antipa (Botoşani, 1867. december 7. – Bukarest, 1944. március 9.) román természettudós, biológus, ichtiológus, zoológus, ökológus, oceanológus, muzeológus, egyetemi tanár, a Román Akadémia rendes tagja, a nevét viselő, eredetileg Román Nemzeti Természettudományi Múzeum alapítója.

## Életpályája
Grigore Antipa 1867. december 7-én született Botoşani-ban. Apja Vasile Antipa (1826 – 1869) jogász, anyja Zoiţa Nicolau (1828 – 1873) volt. Felesége Alina Antipa (szül. Petrescu).
Elemi tanulmányait 1874–1878 között Ion Mărgineanu iskolájában, az általános és középfokúakat 1878–1885 a Iaşi-i Akadémiai Intézetben (Institutul Academic din Iaşi) végezte.
Felsőfokú képzését 1885-ben a Iași-i Egyetem Természet- és Orvostudományi karának Természettudományi tanszékén kezdte meg. De már ugyanazon évben beiratkozik a Jénai Egyetemre, ahol 1888-ban diplomázik. Majd 1891-ben „Summa cum laudae” minősítéssel szerzi meg biológiai doktori címét, ezt a minősítést témavezetője Ernst Haeckel karrierje során csupán háromszor adta meg.
1892-ben tér vissza az országba és még abban az évben I. Károly király ajánlására nevezi ki Petre P. Carp akkori mezőgazdasági miniszter az Állami Halgazdálkodás vezérigazgatójává, mely tisztséget 1914-ig tölti be. Szintén a király ajánlja Take Ionescu kultúrminiszternek, az Egyetemi Múzeum zoológiai gyűjteményének igazgatói állásába való kinevezésére. Dimitrie A. Sturdza miniszterelnöknek 1903-ban benyújtott beadványával hangsúlyozza egy "az ország fővárosához méltó" épület szükségességét a Nemzeti Természettudományi Múzeum (Muzeul Naţional de Istorie Naturală) részére. Ezen új székhely első Kiseleff úti termeinek hivatalos megnyitására 1908. május 24-én I. Károly király részvételével került sor. Antipa töltötte be a múzeum igazgatói tisztségét 1893-tól egészen 1944-ben bekövetkezett haláláig.
II. Károly király rendelete alapján 1933 óta a múzeum Grigore Antipa nevét viseli.

## Tagságai
1910-től a Román Akadémia rendes tagja. Azonkívül több országos és nemzetközi tudományos szervezet tagja:
- Londoni Zoológiai Társaság
- Párizsi Oceanográfiai Intézet
- Bécsi Földrajzi Társaság
- Berlini Földrajzi Társaság
- Franciaországi Mezőgazdasági Társaság
- Földközi-tengeri Bizottság (alelnök)

## Díjak, kitüntetések
Többek közt az alábbi érdemrendeket, kitüntetéseket, címeket kapta meg:
- A Berlini Egyetem Mezőgazdasági karának tiszteletbeli doktora,
- Románia Csillaga érdemrend, (1897)
- Ferenc József-rend, (1903)
- Osztrák Császári Vaskorona-rend, (1907)
- Románia Csillaga érdemrend Parancsnoka, (1908)
- II. Lipót-rend, (1934)

## Válogatott művei

### Zoológia
- Die Lucernariden der Beemer Expedition nach Ostspitybergen im Jahre 1889, (1891)
- Ueber das Vorkommen von rudimentaeren «Principaltentakeln» bei Lucernaride, (1891)
- Eine neue Stauromeduse (Capria n. Sturdzii n.), (1892)
- Clupeidele din partea vestică a Mării Negre şi de la Gurile Dunării, (1905)
- Die Stoere und ihre Wanderungen in den europaeischen der Donau und des Schwartzen Meeres, (1905)
- Fauna ihtiologică a României, (1909) – monográfia, legfontosabb a Román Akadémia által díjazott munkája[1]
- La peche en eau douces et la pisciculture, (1929)
- Marea Neagră. Oceanografia, bionomia şi biologia generală, (1940)

### Muzeológia
- Muzeul de Istorie Naturală din Bucureşti, (1918)
- Die Organisationsprinzipien des Naturhistorische Museums in Bukarest. Ein Beitrag zur Museumskunde, (1918)
- Organizarea muzeelor în România, (1923)
- Principii şi metode pentru organizarea muzeelor de istorie naturală, (1934)

### Szociológia
- Problemele evoluţiei poporului român, (1919)
- Necesitatea institutelor de cercetări ştiinţifice pentru satisfacerea nevoilor actuale ale ţării, (1940)

### Interdiszciplináris munkák
- Lacul Razim. Starea actuală a pescăriilor din el şi mijloacele de îndreptare, (1894)
- Die Fischerei-Verhaeltnisse Rumaeniens, (1898)
- Exploatarea în regie a Pescăriilor Statului, (1905)
- Pentru punerea în valoare a terenurilor băltoase şi de inundaţie a Dunării şi a Pescăriilor aparţinând Statului, (1906)
- Raport privitor la îmbunătăţirea stării populaţiei noastre rurale, (1907)
- Regiunea inundabilă a Dunării. Starea ei actuală şi mijloacele de a o pune în valoare, (1910)
- Trei memorii cu privire la ameliorarea regiunii inundabile a Dunării, (1913)
- Câteva probleme ştiinţifice şi economice privind Delta Dunării, (1914)
- Pescăria şi pescuitul în România, (1916)
- Dunărea şi problemele ei ştiinţifice, economice şi politice, (1921)
- Die biologische Grundlagen und der Mechanismus der Fischproduktion in den Gewaessern der unteren Donau, (1927)
- Bazele biologice ale producţiei pescăreşti în regiunea de nord-est a Mării Negre, (1931)
- La biosociologie et la bioéconomie de la Mer Noire, (1933)
- L’organisation générale de la vie collective, des organismes et du mécanisme de la production dans la Biosphere, (1935)
- Les recherches hidrobiologiques et leur applications practiques en Roumanie, (1937)
- Valorificarea stufăriilor Deltei Dunării, (1942)

## Emlékezete
Romániában számos intézmény viseli a nevét: a már említett Grigore Antipa Természettudományi Múzeumon kívül, a Román Tengeri Kutatás és Fejlesztés Nemzeti Intézete (Institutul Naţional de Cercetare - Dezvoltare Marină “Grigore Antipa”), továbbá több tanintézmény is.
Képmása megjelenik az 1992-ben kiadott 200 lejes bankjegyen, valamint több a Román Posta által kiadott bélyegen.